# Провулок Максима Кривоноса
Прову́лок Макси́ма Кривоно́са — провулок у Солом'янському районі м. Києва, місцевість Олександрівська слобідка. Пролягає від вулиці Максима Кривоноса до Олексіївської вулиці.
До провулку прилягає вулиця Братів Зерових.

## Історія
Виник у середині ХХ століття під назвою Нова вулиця. Сучасна назва з 1955 року. Названий на честь героя народно-визвольної війни українського народу Максима Кривоноса.